# Rage (musikalbum)
Rage är det tredje studioalbumet av det amerikanska metalcore-bandet Attila. Albumet släpptes den 11 maj 2010 genom Artery Recordings. Det är bandets debutalbum under skivbolaget. Albumet nådde plats 15 på Billboards Top Heatseekers.
Albumet producerades av Stephan Hawkes, som tidigare jobbat med band som Burning the Masses och American Me.

## Låtlista
| Nr           | Titel           | Längd |
| ------------ | --------------- | ----- |
| 1.           | The End         | 0:25  |
| 2.           | Make It Sick    | 2:51  |
| 3.           | The Invitation  | 2:56  |
| 4.           | Rage            | 3:34  |
| 5.           | Lights Out      | 3:12  |
| 6.           | Temper          | 3:10  |
| 7.           | Girls Don't Lie | 2:51  |
| 8.           | Strikeout       | 1:06  |
| 9.           | Cheyenne 420    | 2:51  |
| 10.          | Jumanji         | 3:59  |
| Total längd: | Total längd:    | 26:55 |

## Personal
Attila
- Chris Fronzak - sång
- Nate Salameh - gitarr
- Chris Linck - gitarr
- Paul Ollinger - elbas
- Sean Heenan - trummor, slagverk

Produktion
- Stephan Hawkes - Ljudåtergivning, ljudtekniker
- Eric Rushing - Exekutiv producent
- Mike Milford - A&R, ledning och layout
- Aaron Crawford - Skivomslag